# Novavax
Novavax, Inc. – amerykańskie przedsiębiorstwo biotechnologiczne założone w 1987 roku, z siedzibą w Gaithersburgu w stanie Maryland, notowane na nowojorskiej giełdzie NASDAQ.